# Ферроцерон
Ферроцерон (лат. Ferroceronum) — лекарственный препарат на основе тетрагидрата натриевой соли орто- карбоксибензоилферроцена.
О-карбоксибензоилферроцен получают ацилированием ферроцена по реакции Фриделя-Крафтса в присутствии AlCl3. Темно-оранжевый кристаллический порошок без запаха, горький на вкус. Растворим в воде; трудно растворим в спирте. Разлагается при плавлении.
Усваиваемость
Легко всасывается слизистой оболочкой желудочно-кишечного тракта.
Фармакологическое действие
Входящее в состав Fe, восполняет нехватку этого элемента в организме (в частности, при железодефицитных анемиях), стимулирует эритропоэз (процессы кроветворения). При курсовом лечении происходит постепенная регрессия клинических (слабость, повышенная утомляемость, головокружение, тахикардия, болезненность и сухость кожных покровов) и лабораторных симптомов анемии.
Показания
Применяют при гипохромных железодефицитных анемиях различного происхождения, а также при озене.
Назначение
Назначают внутрь в виде таблеток по назначению врача.
Переносимость
Препарат обычно хорошо переносится. В отдельных случаях возможна тошнота и рвота (обычно в первые дни; отмены препарата не требуется). При приеме препарата моча окрашивается в красный цвет за счет частичного выделения его почками.
При приеме ферроцерона нельзя принимать аскорбиновую и хлористоводородную кислоты; следует исключить из рациона кислые продукты.
Противопоказания
Гиперчувствительность, гемохроматоз, хронический гемолиз, сидероахрестическая анемия, гемолитическая анемия, свинцовая анемия.
Форма выпуска
Таблетки темно-оранжевого цвета по 0,3 г и таблетки, покрытые оболочкой розового цвета, по 0,1 г в упаковке по З0; 60 и 100 штук.
Хранение
В сухом, защищенном от света месте при температуре не выше + 25 °С.